# Fernand Boulard
Pour les articles homonymes, voir Boulard.
Le chanoine Fernand Boulard (né le 26 décembre 1898 dans le 6e arrondissement de Paris, où il est mort le 17 novembre 1977) est un prêtre catholique et sociologue français. Il est notamment connu pour une carte de France rapprochant élections présidentielles et pratique religieuse. Il est considéré comme le pionnier de la sociologie religieuse pastorale.

## Biographie
Il est ordonné le 23 décembre 1922 prêtre du diocèse de Paris. De 1942 à 1955, il est aumônier national adjoint de la Jeunesse agricole catholique. En 1945, il est nommé chanoine de Versailles. En 1955, il devient professeur à l'Institut catholique de Paris. Il fonde en 1958 le Secrétariat interdiocésain d'information pour une pastorale d'ensemble.

### Carte Boulard
En novembre 1947, dans un numéro spécial des Cahiers du clergé rural, il fait paraître, avec Gabriel Le Bras, la première carte religieuse de la France rurale, la carte Boulard qui se complexifie les années suivantes et dont les mises à jour jusqu'en 1966 précisent le contenu des contrastes géographiques concernant les pratiques religieuses. Elle est complétée en 1968 par la première carte religieuse de la France urbaine, en collaboration avec le sociologue belge Jean Remy. Boulard et Remy montrent notamment « que le poids considérable de la religion tenait avant tout au mode de transmission familiale de l'intégration religieuse » et que les taux urbains, plus resserrés que les taux ruraux, reﬂètent globalement ceux de leur arrière-pays rural dans lequel les villes recrutent l’essentiel de leur population.

Carte Boulard qui distingue les « paroisses chrétiennes », les « paroisses indifférentes mais de culture chrétienne » et les « pays de mission », montrant une France déchristianisée « en Y inversé ».

La carte Boulard montre de fortes disparités régionales : « Les pays "indifférents à traditions chrétiennes" occupaient plus de la moitié du territoire, traçant une « diagonale du vide » qui s’étendait des Landes aux Ardennes. Les taches blanches correspondaient aux régions à reconquérir. L’autre élément frappant étant le morcellement du territoire, où des zones ferventes voisinaient avec des cantons déchristianisés, à quelques dizaines de kilomètres de distance ». L'Église de France découvrant avec inquiétude ce que l'on devait très vite appeler la « déchristianisation », un des enjeux pour Boulard est de rassurer les autorités ecclésiastiques et les fidèles, d'afficher un optimisme pastoral et de pointer les terres déchristianisées à reconquérir. S'il démontre, preuve à l'appui, que la déchristianisation n'est point une spécificité du monde ouvrier, il met aussi en avant qu'il existe peu de « pays de mission ». Si Boulard a cherché à relativiser le déclin de la pratique religieuse (déclin masqué par les générations de baby-boom), l'historien Guillaume Cuchet y voit un « tombeau du catholicisme français. La carte Boulard a "photographié" le catholicisme d'après-guerre, et plus précisément, dans ses dernières versions, des années 1955-1965, juste avant qu'il ne connaisse une rupture profonde introduisant à une tout autre histoire » (rupture enclenchée par le concile Vatican II qui a ouvert la voie à une « sortie collective de la culture de la pratique obligatoire sous peine de péché mortel », amplifiée par mai 68 et l'encyclique Humanae vitae).
L'historien François Furet en parle comme « l’un des documents les plus forts et les plus mystérieux sur la France et son histoire » car il est difficile d'expliquer ces disparités. Pourtant, les travaux statistiques et cartographiques de l'historien Timothy Tackett dans La Révolution, l’Église, la France en 1986 démontrent que cette carte reproduit le clivage entre clergé réfractaire et clergé jureur opéré en juillet 1790 lors de la promulgation de la Constitution civile du clergé. Les régions dont le clergé a majoritairement refusé cette Constitution ne sont pas directement opposées à la Révolution mais refusent l'extension et l'homogénéisation du pouvoir central, qualifiées plus tard de jacobinisme et au XIXe siècle, l'Église s'est surtout voulue l'héritière des prêtres réfractaires de ces trois pôles majeurs que sont le Grand Ouest, l'Est lorrain, alsacien ou jurassien, et le rebord sud-est du Massif central, auxquels s’ajoutent des pôles secondaires dans le Nord, une partie de la Savoie et le Pays basque. Ce sont des « régions périphériques qui jouissaient de certaines prérogatives (l'Alsace, la Lorraine et la Franche-Comté avaient appartenu au Saint-Empire romain germanique ; l'Artois et la Flandre bénéficiaient de libertés urbaines ; des parlements locaux existaient en Bretagne et dans le Languedoc) ». La distribution périphérique de ces régions montre qu'elles sont devenues les « paroisses chrétiennes » de la carte de Boulard.
La carte de Timothy Tackett du partage clergé réfractaire/clergé jureur en 1790-1791 a engendré la carte de Boulard sur la pratique religieuse en 1947, les deux se révélant assez structurantes de l'histoire de France. Ainsi, l'intensité de la pratique catholique et l'intensité du vote de droite a un fondement géographique,. Ce clivage entraîne « une géographie spirituelle et idéologique de la France qui se traduira tout au long du XIXe siècle par la polarisation des factions cléricales et anti-cléricales et se prolongera dans la géographie électorale du XXe siècle jusque dans les années 1970 ». Ces cartes montrent également « la forte ressemblance entre, d'une part, les variations départementales du niveau de la fécondité et du modèle de nuptialité et, d'autre part, la géographie de la sécularisation ».

## Ouvrages
- L'Art d'être curé de campagne, éd. Collection semailles, 1941, (ASIN B00CL8HI36).
- Problèmes missionnaires de la France rurale (Paris: Cerf, 1945).
- Carte religieuse de la France rurale, 1947, établie avec Gabriel Le Bras, mettant en évidence en France, la disparité des traditions chrétiennes.
- Essor ou déclin du clergé français, Les Editions du Cerf, 1950, (ASIN B003WWAOQ8).
- Matériaux pour l'histoire religieuse du peuple français, XIXe siècle-XXe siècle, 4 volumes, 1982, 1987, 1993 et 2011, Presses de Sciences Po, Coéditions[31]. Il s'agit de documents et de cartes issus des archives diocésaines et analysant le facteur religieux en sociologie durant les deux derniers siècles[32].